# Alopecosa mojonia
Alopecosa mojonia är en spindelart som först beskrevs av Cândido Firmino de Mello-Leitão 1941. 
Alopecosa mojonia ingår i släktet Alopecosa och familjen vargspindlar. Inga underarter finns listade i Catalogue of Life.